# 首尔方言
首尔方言（：／）又稱為首尔語是韩国首尔特别市地区使用的韓語方言。 它是大韩民国标准语言（： Pyojuno）的基础，作为朝鲜民主主义人民共和国标准语言的文化语也是以首尔方言为基础的。 与釜山方言相比，它的语调较少，发音平淡。

## 概述
有人指出，在韩国，尊重“首尔方言”而非方言的意识很强，这可能会阻碍与居住在日本的韩国人的交流，这些韩国人往往来自非首尔。 首尔方言是韩语标准语言的基础，但两者并不完全相同。尤其是作为街角的口语，与标准语有着微妙而明显的区别。比如区分长短元音的意识弱，区分ㅐ/ae/和ㅔ/e/的意识低，句末고/go/接近구/gu/， 요 / yo / 与여 / yeo / 很接近，可以发音。简而言之，韩语标准语言可以被认为是受过教育的人使用的一种标准的语言。这与东京方言与标准日语、北京方言与普通话的关系相同。 朝鲜民主主义人民共和国的标准语言，即文化语，名义上是以平壤方言为基础，但实际上以首尔方言和大韩民国的标准语言为基础，衍生自平壤方言。元素非常有限，如果没有的话。目前朝鲜和韩国的差异主要是由于南北分裂后两国社会制度和语言政策的差异。